# Miguel Delibes
Miguel Delibes Setién (Valhadolide, 17 de outubro de 1920 — Valhadolide, 12 de março de 2010) foi um escritor, jornalista e catedrático espanhol e membro da Real Academia Espanhola desde 1975 até sua morte, ocupando a cadeira "e. Licenciado em Comércio, começou sua carreira como colunista e depois jornalista do periódico El Norte de Castilla, que chegou a dirigir. 

## Obras
- O herege (2001);
- Os santos inocentes (1991);
- O caminho (1957)